# Fannie Flagg
Fannie Flagg (* 21. September 1944 in Birmingham, Alabama als Patricia Neal) ist eine US-amerikanische Autorin und Schauspielerin.

## Leben
Fannie Flagg studierte an der University of Alabama und später Schauspiel am Pittsburgh Playhouse. Sie wählte den Künstlernamen Fannie Flagg, da es unter ihrem bürgerlichen Namen Patricia Neal bereits eine gleichnamige Schauspielerin gab.
Als Schauspielerin hatte Flagg unter anderem Nebenrollen in den Kinofilmen Five Easy Pieces – Ein Mann sucht sich selbst und Grease, zudem trat sie Ende der 1970er-Jahre in zwei Produktionen am Broadway auf. Im Fernsehen war sie an der Seite von Dick Van Dyke in dessen Fernsehserie The New Dick van Dyke Show zu sehen. Bekannt wurde Flagg einem amerikanischen Fernsehpublikum aber insbesondere als regelmäßiger Rategast in der Gameshow Match Game, sie trat in über 400 Episoden der von 1973 bis 1982 produzierten Ratesendung auf.
Als Autorin verfasste Fannie Flagg zunächst Comedy-Sketche, später auch Kurzgeschichten. Im Jahr 1981 debütierte sie als Romanautorin und verfasste seitdem weitere Werke. Das bekannteste, der 1987 veröffentlichte Roman Grüne Tomaten (englisch: Fried Green Tomatoes at the Whistle Stop Cafe), wurde 1991 mit den Schauspielerinnen Jessica Tandy, Kathy Bates, Mary Stuart Masterson und Mary-Louise Parker unter dem Titel Fried Green Tomatoes verfilmt. Für das Drehbuch wurde sie für den Oscar in der Kategorie Bestes adaptiertes Drehbuch sowie für den Writers Guild of America Award nominiert. 2016 wurde sie für ihr Lebenswerk in die Alabama Writers Hall of Fame aufgenommen.
Fannie Flagg lebt offen lesbisch und war längere Zeit in einer Beziehung mit der Autorin Rita Mae Brown.

## Werke
- 1981: Coming Attractions (1992 neu aufgelegt als Daisy Fay and the Miracle Man)
  - Das wundersame Leben der Daisy Fay, Roman, aus dem Englischen von Katja Siebert, Lübbe, Bergisch Gladbach 1993, ISBN 978-3-404-25213-8.
- 1987: Fried Green Tomatoes at the Whistle Stop Cafe
  - Grüne Tomaten, Roman, aus dem Englischen von Eva Malsch, Lübbe, Bergisch Gladbach 1992, ISBN 978-3-404-11825-0.
  - Fannie Flagg's Original-Grüne-Tomaten-Kochbuch, aus dem Englischen von Jutta Hein, Lübbe, Bergisch Gladbach 1994, ISBN 978-3-404-12153-3.
- 1998: Welcome to the World, Baby Girl!
  - Die Reise nach Elmwood Springs, Roman, aus dem Englischen von Brigitte Gerlinghoff, Ehrenwirth, München 2002, ISBN 978-3-431-03579-7.
- 2002: Standing in the Rainbow
  - Glück unter dem Regenbogen, Roman, aus dem Englischen von Monika Ohletz, Bastei Lübbe, Bergisch Gladbach 2004, ISBN 978-3-404-15123-3.
- 2004: A Redbird Christmas
  - Das Wunder von Lost River, Roman, aus dem Englischen von Michaela Link, Bastei Lübbe, Bergisch Gladbach 2005, ISBN 978-3-404-15423-4.
- 2006: Can't Wait to Get to Heaven
  - Willkommen im Himmel auf Erden, Roman, aus dem Englischen von Sonja Hauser, Goldmann 2007, ISBN 978-3-442-20323-9.
- 2010: I Still Dream About You: A Novel
- 2013: The All-Girl Filling Station's Last Reunion
- 2016: The Whole Town's Talking

## Filmografie (Auswahl)
Als Schauspielerin
- 1970: Five Easy Pieces – Ein Mann sucht sich selbst (Five Easy Pieces)
- 1971: Some of My Best Friends Are…
- 1971–1973: The New Dick van Dyke Show (Fernsehserie, 48 Folgen)
- 1975: Home Cookin' (Fernsehfilm)
- 1975: Wonder Woman (Fernsehfilm)
- 1976: Mr. Universum (Stay Hungry)
- 1977: Sex and the Married Woman (Fernsehfilm)
- 1978: Ja, lüg' ich denn? (Rabbit Test)
- 1978: Grease
- 1979–1986: Love Boat (The Love Boat, Fernsehserie, 3 Folgen)
- 1981–1982: Harper Valley P.T.A. (Harper Valley, Fernsehserie, 30 Folgen)
- 1987: Liebe mit Biß (My Best Friend Is a Vampire)
- 1999: Verrückt in Alabama (Crazy in Alabama)

Als Drehbuchautorin
- 1987: Dolly (Fernsehserie)
- 1991: Grüne Tomaten (Fried Green Tomatoes) (auch Cameo-Auftritt in Rolle als Lehrerin)